# Otello Nucci
Otello Nucci var ett  sydafrikanskt formel 1-stall som deltog i Sydafrikas Grand Prix under 1960-talet. En av förarna var LDS-bilkonstruktören Doug Serrurier.

## F1-säsonger
| Säsong | Tävlingsnamn | Bil                | Motor             | Däck | Poäng | VM-plac. | Förare         |
| ------ | ------------ | ------------------ | ----------------- | ---- | ----- | -------- | -------------- |
| 1962   | Otello Nucci | LDS Mk2            | Alfa Romeo 1.5 L4 | D    | -     | (9:a)    | Doug Serrurier |
| 1963   | Otello Nucci | LDS Mk1            | Alfa Romeo 1.5 L4 | D    | -     | (9:a)    | Doug Serrurier |
| 1963   | Otello Nucci | Alfa Romeo Special | Alfa Romeo 1.5 L4 | D    | -     | (9:a)    | Peter de Klerk |
| 1965   | Otello Nucci | LDS Mk1            | Climax 1.5 L4     | -    | -     | (9:a)    | Doug Serrurier |
| 1965   | Otello Nucci | Alfa Romeo Special | Alfa Romeo 1.5 L4 | -    | -     | (9:a)    | Peter de Klerk |